# Grand Prix automobile du Qatar 2025
GP précédent GP suivant
Le Grand Prix automobile du Qatar 2025 (Formula 1 Qatar Airways Qatar Grand Prix 2025), disputé le 30 novembre 2025 sur le Circuit international de Losail, est la 1148e épreuve du championnat du monde de Formule 1 courue depuis 1950. Il s'agit de la quatrième édition du Grand Prix du Qatar comptant pour le championnat du monde de Formule 1 et de la vingt-troisième et avant-dernière manche du championnat 2025. 

Il s'agit du dernier weekend de Grand Prix comprenant l'organisation d'une course sprint le samedi.

## Dates
La compétition (essais, qualification et course) est prévue du 28 novembre 2025 au 30 novembre 2025.

## Pneus disponibles
| Pneus pour piste sèche | Pneus pour piste sèche | Pneus pour piste sèche | Pneus pluie | Pneus pluie |
| ---------------------- | ---------------------- | ---------------------- | ----------- | ----------- |
|                        |                        |                        |             |             |

## Essais libres et qualifications sprint

### Première séance d'essais libres, le vendredi de 16 h 30 à 17 h 30
| Pos. | Pilote | Voiture | Chrono | Écart |
| ---- | ------ | ------- | ------ | ----- |
| 1    |        |         |        |       |
| 2    |        |         |        |       |
| 3    |        |         |        |       |
| 4    |        |         |        |       |
| 5    |        |         |        |       |
| 6    |        |         |        |       |

### Qualifications pour le sprint, le vendredi de 20 h 30 à 21 h 14
| Pos.                                                                               | Pilote | Écurie | Qualifications 1 | Qualifications 2 | Qualifications 3 |
| ---------------------------------------------------------------------------------- | ------ | ------ | ---------------- | ---------------- | ---------------- |
| 1                                                                                  |        |        |                  |                  |                  |
| 2                                                                                  |        |        |                  |                  |                  |
| 3                                                                                  |        |        |                  |                  |                  |
| 4                                                                                  |        |        |                  |                  |                  |
| 5                                                                                  |        |        |                  |                  |                  |
| 6                                                                                  |        |        |                  |                  |                  |
| 7                                                                                  |        |        |                  |                  |                  |
| 8                                                                                  |        |        |                  |                  |                  |
| 9                                                                                  |        |        |                  |                  |                  |
| 10                                                                                 |        |        |                  |                  |                  |
| 11                                                                                 |        |        |                  |                  |                  |
| 12                                                                                 |        |        |                  |                  |                  |
| 13                                                                                 |        |        |                  |                  |                  |
| 14                                                                                 |        |        |                  |                  |                  |
| 15                                                                                 |        |        |                  |                  |                  |
| 16                                                                                 |        |        |                  |                  |                  |
| 17                                                                                 |        |        |                  |                  |                  |
| 18                                                                                 |        |        |                  |                  |                  |
| 19                                                                                 |        |        |                  |                  |                  |
| 20                                                                                 |        |        |                  |                  |                  |
| Temps minimal à réaliser pour la qualification : (107 % du meilleur temps en Q1 :) |        |        |                  |                  |                  |

## Sprint et qualifications pour le Grand Prix

### Course sprint, le samedi  de 17 h à 18 h
| Pos. | Pilote | Voiture | Tours | Temps/Abandon | Grille | Points |
| ---- | ------ | ------- | ----- | ------------- | ------ | ------ |
| 1    |        |         |       |               |        | 8      |
| 2    |        |         |       |               |        | 7      |
| 3    |        |         |       |               |        | 6      |
| 4    |        |         |       |               |        | 5      |
| 5    |        |         |       |               |        | 4      |
| 6    |        |         |       |               |        | 3      |
| 7    |        |         |       |               |        | 2      |
| 8    |        |         |       |               |        | 1      |
| 9    |        |         |       |               |        |        |
| 10   |        |         |       |               |        |        |
| 11   |        |         |       |               |        |        |
| 12   |        |         |       |               |        |        |
| 13   |        |         |       |               |        |        |
| 14   |        |         |       |               |        |        |
| 15   |        |         |       |               |        |        |
| 16   |        |         |       |               |        |        |
| 17   |        |         |       |               |        |        |
| 18   |        |         |       |               |        |        |
| 19   |        |         |       |               |        |        |
| 20   |        |         |       |               |        |        |

### Qualifications, le samedi de 21 h à 22 h
| Pos.                                                                                | Pilote | Écurie | Qualifications 1 | Qualifications 2 | Qualifications 3 |
| ----------------------------------------------------------------------------------- | ------ | ------ | ---------------- | ---------------- | ---------------- |
| 1                                                                                   |        |        |                  |                  |                  |
| 2                                                                                   |        |        |                  |                  |                  |
| 3                                                                                   |        |        |                  |                  |                  |
| 4                                                                                   |        |        |                  |                  |                  |
| 5                                                                                   |        |        |                  |                  |                  |
| 6                                                                                   |        |        |                  |                  |                  |
| 7                                                                                   |        |        |                  |                  |                  |
| 8                                                                                   |        |        |                  |                  |                  |
| 9                                                                                   |        |        |                  |                  |                  |
| 10                                                                                  |        |        |                  |                  |                  |
| 11                                                                                  |        |        |                  |                  |                  |
| 12                                                                                  |        |        |                  |                  |                  |
| 13                                                                                  |        |        |                  |                  |                  |
| 14                                                                                  |        |        |                  |                  |                  |
| 15                                                                                  |        |        |                  |                  |                  |
| 16                                                                                  |        |        |                  |                  |                  |
| 17                                                                                  |        |        |                  |                  |                  |
| 18                                                                                  |        |        |                  |                  |                  |
| 19                                                                                  |        |        |                  |                  |                  |
| 20                                                                                  |        |        |                  |                  |                  |
| Temps minimal à réaliser pour la qualification : (107 % du meilleur temps en Q1 : ) |        |        |                  |                  |                  |

## Course

### Classement de la course
| Pos. | no | Pilote | Écurie | Tours | Temps/Abandon | Grille | Points |
| ---- | -- | ------ | ------ | ----- | ------------- | ------ | ------ |
| 1    |    |        |        |       |               |        | 25     |
| 2    |    |        |        |       |               |        | 18     |
| 3    |    |        |        |       |               |        | 15     |
| 4    |    |        |        |       |               |        | 12     |
| 5    |    |        |        |       |               |        | 10     |
| 6    |    |        |        |       |               |        | 8      |
| 7    |    |        |        |       |               |        | 6      |
| 8    |    |        |        |       |               |        | 4      |
| 9    |    |        |        |       |               |        | 2      |
| 10   |    |        |        |       |               |        | 1      |
| 11   |    |        |        |       |               |        |        |
| 12   |    |        |        |       |               |        |        |
| 13   |    |        |        |       |               |        |        |
| 14   |    |        |        |       |               |        |        |
| 15   |    |        |        |       |               |        |        |
| 16   |    |        |        |       |               |        |        |
| 17   |    |        |        |       |               |        |        |
| 18   |    |        |        |       |               |        |        |
| 19   |    |        |        |       |               |        |        |
| 20   |    |        |        |       |               |        |        |

### Pole position et record du tour
- Pole position :
- Meilleur tour en course :

## Classements généraux à l'issue de la course
| Pos.     | Pilote | Écurie | Points |
| -------- | ------ | ------ | ------ |
| Champion |        |        |        |
| 2        |        |        |        |
| 3        |        |        |        |
| 4        |        |        |        |
| 5        |        |        |        |
| 6        |        |        |        |
| 7        |        |        |        |
| 8        |        |        |        |
| 9        |        |        |        |
| 10       |        |        |        |
| 11       |        |        |        |
| 12       |        |        |        |
| 13       |        |        |        |
| 14       |        |        |        |
| 15       |        |        |        |
| 16       |        |        |        |
| 17       |        |        |        |
| 18       |        |        |        |
| 19       |        |        |        |
| 20       |        |        |        |
| 21       |        |        |        |

| Pos. | Écurie | Points |
| ---- | ------ | ------ |
| 1    |        |        |
| 2    |        |        |
| 3    |        |        |
| 4    |        |        |
| 5    |        |        |
| 6    |        |        |
| 7    |        |        |
| 8    |        |        |
| 9    |        |        |
| 10   |        |        |

## Statistiques
Le Grand Prix du Qatar 2025 représente :
Au cours de ce Grand Prix :